# Public Personal Mobility
Public Personal Mobility(PPM)は、ヤマハ発動機で開発された、低速自動運転車両および自動運転車両管理システムである。

## 概要
歩行者が混在する、数キロ四方での利用を想定した、安全、安心、快適、便利なオンデマンド型、低速ワンマイルモビリティシステム。
路面画像認識によって自車位置を認識する低コストな自動運転車両と、クラウド技術を使った高スケーラビリティな管制サーバを一体化したシステムである。
また、Web-API によって自動運転サービサーが独自の Mobility as a Service(MaaS)を構築できる。

## 車両解説
ヤマハは以前から誘導線に沿って自動走行するゴルフカートを販売しており、これを利用して、2017年度から各地で実施されている公道での自動運転実証実験にも参加している。PPMは、ゴルフカートをベースにした低速自動運転車両である。誘導線式ゴルフカートとは異なり、アスファルトなどの路面の特徴量により自車位置同定を行う自動走行システムVGL（Virtual Guide Line）を備えていることを特徴としている。VGLは、車両底部に設置されたカメラで撮影した路面画像を、事前に記録したマップデータベースの情報と照会（画像マッチング）することで、車両の位置姿勢情報を取得する自車位置同定を行う。VGLは、誘導線のように定期的なメンテナンスを必要とせず、自車位置精度も誤差2.68mmと、一般的な自動走行システムでよく採用される RTK-GPS の誤差 20mm ～ 200 ｍｍ程度と比較して非常に高いことが特徴である。また、ナビゲーションシステムによって求められた目的地までの経路と自車位置情報とに基づき、最高速度 20km/h で経路を追従走行する機能に加え、経路上に障害物を見つけた際に車両を減速または停止させる 3D-LIDAR による障害物認識機能も備えている。 
スマートフォンで最寄りの場所まで自動運転で呼び出すことが可能で、車両内部のタブレットからも目的地を設定でき、クラウド技術を使った高スケーラビリティな管制サーバを一体化したシステムで、Web-APIによってサービス提供者が独自のMaaSアプリケーションを構築できる。今後、マーケティングに向けたデータマイニング基盤として、完全マネージド型プラットフォーム「Amazon Sagemaker」を導入予定という。